# Нустров
Нустров (нім. Nustrow) — громада в Німеччині, розташована в землі Мекленбург-Передня Померанія. Входить до складу району Росток. Складова частина об'єднання громад Тессін.
Площа — 6,95 км2. Населення становить 158 ос. (станом на 31 грудня 2020).